# Stictoptera unipuncta
Stictoptera unipuncta là một loài bướm đêm trong họ Noctuidae.